# 熊本県道181号松橋停車場線
熊本県道181号松橋停車場線（くまもとけんどう181ごう まつばせていしゃじょうせん）は、熊本県宇城市を通る一般県道である。

## 概要
宇城市不知火町御領から宇城市松橋町久具に至る。JR九州鹿児島本線 松橋駅と国道3号を結んでいる。

### 路線データ
- 起点：熊本県宇城市不知火町御領（JR九州鹿児島本線 松橋駅前）
- 終点：熊本県宇城市松橋町久具（国道3号・国道218号交点）

## 路線状況

### 道路施設

#### 橋梁
- 大野橋（明神川、宇城市）

#### 道の駅
- うき（宇城市）

## 地理

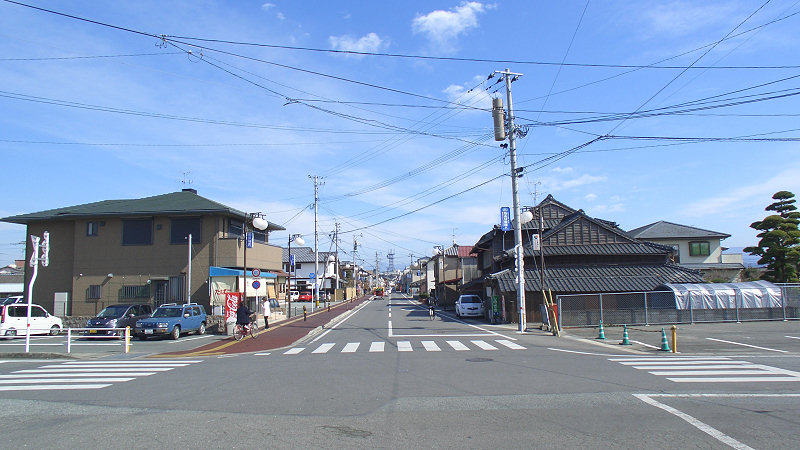
松橋駅前から見た起点の様子

### 通過する自治体
- 宇城市

### 交差する道路
| 交差する道路                     | 交差する場所 | 交差する場所     |
| -------------------------------- | ------------ | ---------------- |
| 国道266号                        | 松橋町松橋   | 松橋町松橋交差点 |
| 熊本県道14号八代鏡宇土線         | 松橋町松橋   | 松橋町松橋交差点 |
| 国道3号 国道218号 国道219号 重複 | 松橋町久具   | 終点             |

### 沿線
- JR九州鹿児島本線 松橋駅（起点）
- 九州産交バス松橋営業所
- 宇城市立松橋中学校